# Панёв, Виктор Алексеевич
Виктор Алексеевич Панёв (укр. Паньов Віктор Олексійович; род. 25 сентября 1985 года) — украинский пловец в ластах.

## Карьера
Тренируется в киевской СДЮСТШ у Е.А. Яковлева. Чемпион мира и Европы среди юниоров.
Победитель и двукратный призёр Всемирных игр.
Призёр чемпионатов мира и Европы. Многократный чемпион и призёр чемпионатов Украины.

## Награды
- Кавалер ордена «За мужество» III степени (2009)[1].